# أبوسوم أبيض الأذن
أبوسوم أبيض الأذن (الاسم العلمي:Didelphis albiventris)، هو نوع من الأبوسوم يتواجد في أمريكا الجنوبية .